# スター姫さがし太郎
『スター姫さがし太郎』（スターひめさがしたろう）は、2010年9月11日から2011年9月24日までテレビ東京・TXN系列で放送されていたバラエティ番組である。前番組『ウェルカムTV』に引き続きKYORAKUの一社提供番組でもある。

## 概要
番組のテーマは「密着」だった。
第1回放送ではNMB48のオープニングメンバーオーディションに密着し、オーディション風景や参加者の様子などに密着した。その後もNMB48の密着シーンを放送しつつ、アジア版スパイス・ガールズ発掘オーディションである「Project Lotus」や前番組『ウェルカムTV』からデビューしたボーカル&ダンスユニット「rhythmic」にも密着、さらに吉本興業プロデュースのイケメンステージユニット「L.A.F.U.」にも密着していた。
2011年9月24日放送分をもって終了。後継番組は『neo sports』（23:20 - 23:55）と『石川遼スペシャル RESPECT 〜ゴルフを愛する人々へ〜』（22:30 - 22:55）が枠移行するため、実質上の後番組は『キレイの台所』と統合した『バカソウル』（23:55 - 24:50→23:55 - 24:25）となっている。

## 出演者
- ブラックマヨネーズ（小杉竜一・吉田敬）（MC）
- SKE48メンバー　※出演メンバーは回によって異なる
- 多比良健（ナレーション）

## スタッフ
- 構成：たちばなひとなり、榊暁彦、佐藤俊明、大塚博信、柳しゅうへい、ビル坂恵
- カメラ：五十嵐陽
- 音声：玉城善行
- 技術協力：麻布プラザ、スウィッシュ・ジャパン
- 美術：小野清菜
- 美術協力：テレビ東京アート
- 編集：曽根隼一
- MA：佐藤卓也
- 音効：冨田昌一
- 編成：今井豪
- 番宣：岡仁
- AP：遠藤充子
- デスク：野中優
- 協力スタッフ：斎藤隆行、剱持嘉一、大山学美
- ディレクター：馬場省吾、田川裕也、長坂信行、野村哲史、佐藤一輝、小石重蔵、宮前麗香
- 演出：長久弦
- 監修：堤本幸男
- 制作プロデューサー：金子優、今滝陽介
- プロデューサー：伊藤隆行、宮川幸二、生沼教行、木村泰大、古川圭介
- 協力：バックアップメディア、ガッツエンターテイメント、BEEPS
- 制作協力：吉本興業、KYORAKU吉本.ホールディングス
- 製作著作：テレビ東京

## オープニングテーマ
- 「REVOLUTION」 INFINITY16 welcomez 土屋アンナ

## エンディングテーマ
- 「キミに伝えたくて」 rhythmic（2010年9月11日 - 10月9日）
- 「Just a friend」 rhythmic（2010年10月16日 - 2011年1月22日）
- 「My love」 rhythmic（2011年1月29日 - 5月7日）
- 「恋のお縄」 チームZ（2011年5月14日 - 6月11日）
- 「あなたに、ありがとう。」 rhythmic（2011年6月25日 - 7月9日）
- 「恋花-KOIHANA-」 rhythmic（2011年7月16日- ）

## ネット局
| 放送対象地域  | 放送局                | 系列           | 放送日時           | 備考       |
| ------------- | --------------------- | -------------- | ------------------ | ---------- |
| 関東広域圏    | テレビ東京 （制作局） | テレビ東京系列 | 土曜 22:55 - 23:20 | 同時ネット |
| 北海道        | テレビ北海道          | テレビ東京系列 | 土曜 22:55 - 23:20 | 同時ネット |
| 愛知県        | テレビ愛知            | テレビ東京系列 | 土曜 22:55 - 23:20 | 同時ネット |
| 大阪府        | テレビ大阪            | テレビ東京系列 | 土曜 22:55 - 23:20 | 同時ネット |
| 岡山県 香川県 | テレビせとうち        | テレビ東京系列 | 土曜 22:55 - 23:20 | 同時ネット |
| 福岡県        | TVQ九州放送           | テレビ東京系列 | 土曜 22:55 - 23:20 | 同時ネット |
| 奈良県        | 奈良テレビ            | 独立UHF局      | 木曜 25:30 - 25:55 | 33日遅れ   |

## 過去のネット局
- 岐阜放送 （2010年9月18日 - 2011年3月26日、同時ネット。）